# Hare Hatch
Hare Hatch – wieś w Anglii, w hrabstwie ceremonialnym Berkshire, w dystrykcie (unitary authority) Wokingham. Leży 11 km na północny wschód od centrum miasta Reading i 50 km na zachód od centrum Londynu.